# Ford Field
Il Ford Field è uno stadio che si trova a Detroit (Michigan) ed ospita le partite dei Detroit Lions della NFL. Lo stadio è nominato così per la Ford che ha pagato i diritti del nome per 20 anni spendendo 40 milioni di dollari, diritti poi prolungati fino alla stagione 2036. Inoltre William Clay Ford, Sr., membro della famiglia Ford che possiede la casa automobilistica, è il proprietario dei Lions. 
Lo stadio ha ospitato la ventitreesima edizione di WWE WrestleMania, il maggior evento nel wrestling professionistico, il 1º aprile 2007. È stata la prima WrestleMania tenuta a Detroit dopo la terza edizione tenutasi nel 1987 al Pontiac Silverdome, dove tra l'altro si stabilì il record di maggiore presenza ad uno stadio sportivo al coperto nel Nord America con 93.173 presenze.

## Concerti
Madonna ha tenuto un concerto da tutto-esaurito al Ford Field il 18 novembre 2008, all'interno della sua tournée da record Sticky & Sweet Tour.
Taylor Swift si è esibita nello stadio l'11 giugno 2011 all'interno del suo Speak Now World Tour.

## Galleria d'immagini

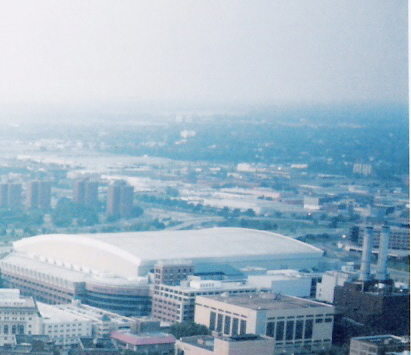
Foto aerea del Ford Field
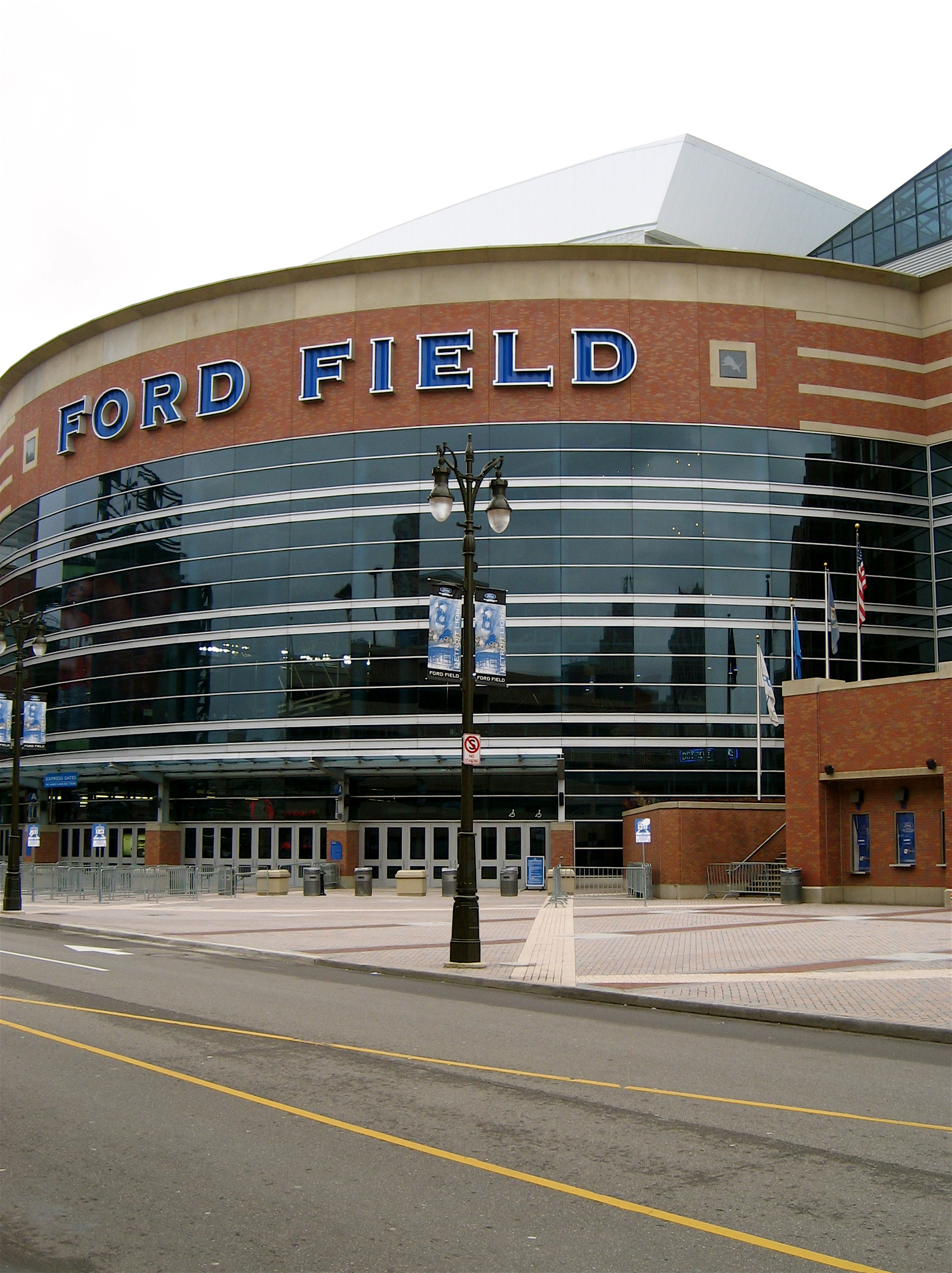
L'esterno del Ford Field
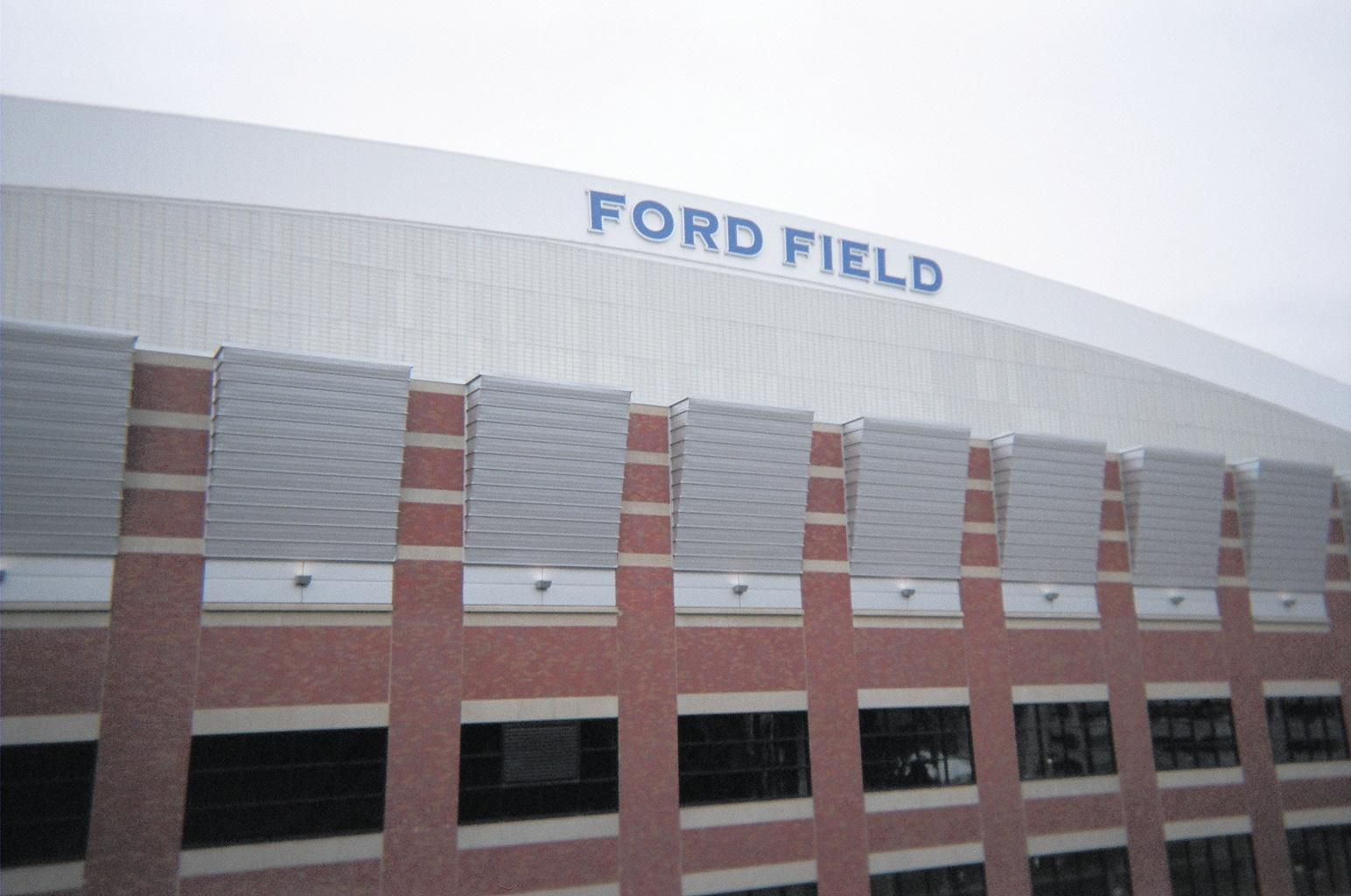
Lo stadio visto dall'esterno
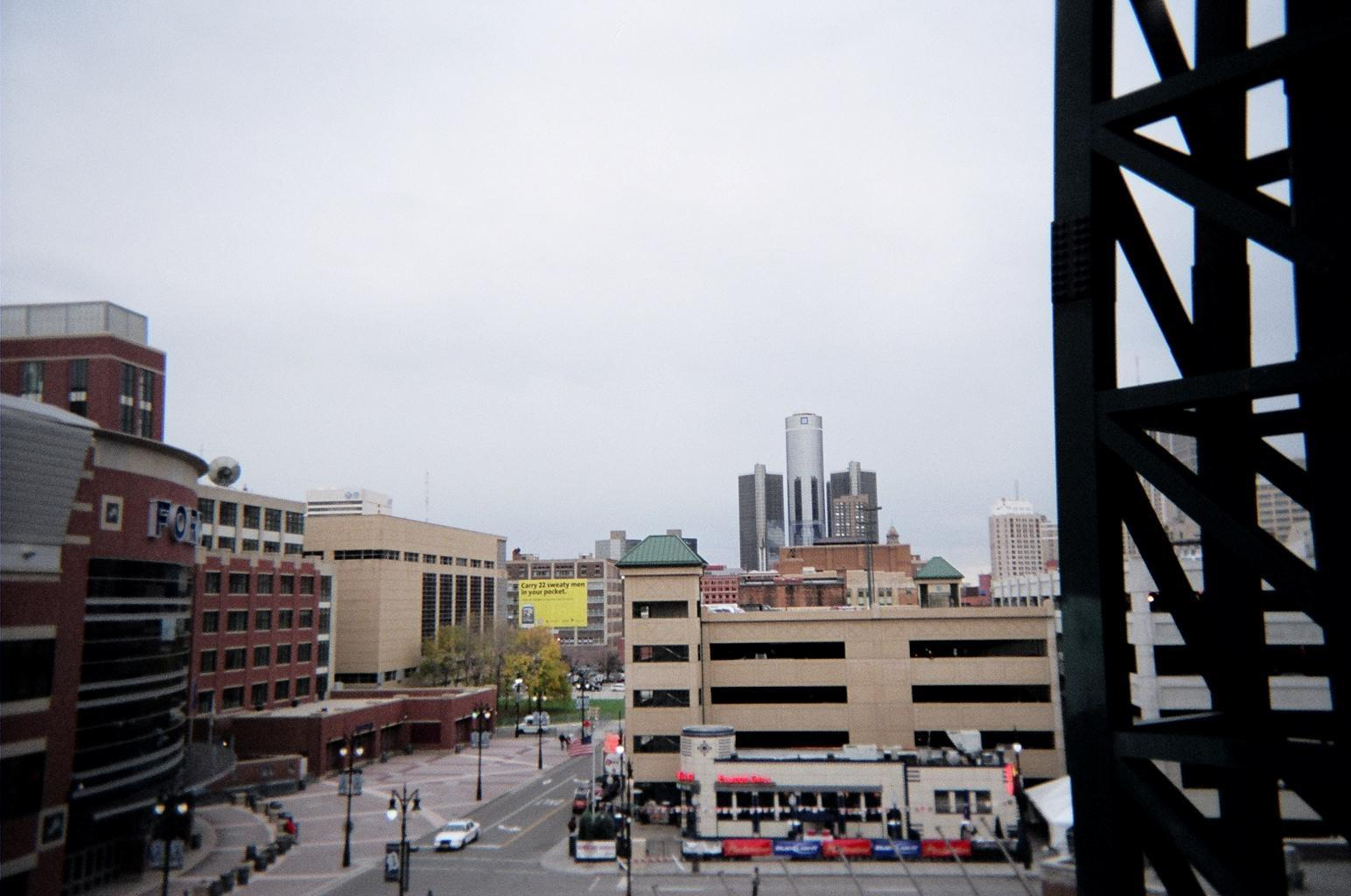
Ford Field e Bush Street, a Detroit, visti dallo stadio di baseball Comerica Park
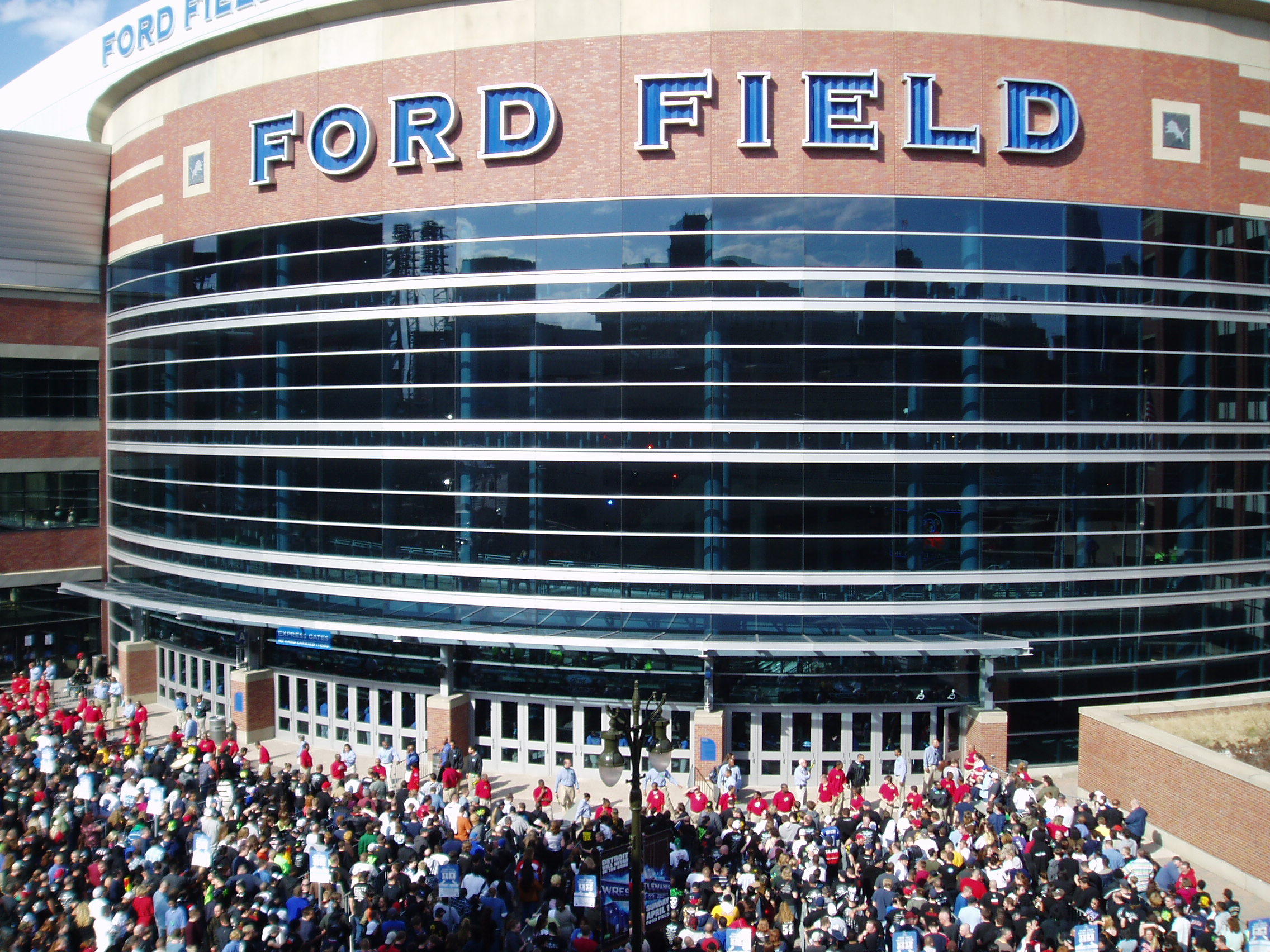
La folla in attesa di WrestleMania 23 il 1º aprile 2007